# 医誠会国際総合病院
医誠会国際総合病院（いせいかいこくさいそうごうびょういん）は、大阪府大阪市北区南扇町のi-Mall内に所在する総合病院。医療法人医誠会が運営を行っており、救急告示病院に指定されている。

## 概要
2023年（令和5年）10月2日に、急性期診療を担ってきた東淀川区の医誠会病院と城東区の城東中央病院が統合し、新たに医誠会国際総合病院として開業。
医療複合施設のi-Mall内にあり、劇場を中心とした施設である扇町ミュージアムキューブと共に入居している。
2023年9月15日付で、一般財団法人日本医療教育財団よりJMIP（外国人患者受入れ医療機関認証制度）の認定を受けている。

## 診療科
| - 総合内科 - 総合診療科 - 呼吸器内科 - 循環器内科 - 消化器内科 - 腎臓内科 - 糖尿病・内分泌・代謝内科 - 血液内科 - 腫瘍内科 - リウマチ・膠原病・アレルギー科 - 呼吸器外科 - 心臓血管外科 - 末梢血管外科 - 消化器外科 | - 肛門科 - 泌尿器科 - 乳腺・内分泌外科 - 小児外科 - 眼科 - 耳鼻咽喉科 - 整形外科 - リハビリテーション科 - 皮膚科 - 形成外科 - 脳神経内科・脳卒中科 - 精神神経科 - 脳神経外科 - 脊椎脊髄外科 | - 麻酔科・ペインクリニック - 産科 - 婦人科 - 小児科 - 泌尿器科 - 放射線診断科 - 放射線治療科 - 核医学診断科 - 救急科 - 病理診断科 - 臨床検査科 - 歯科 - 歯科口腔外科 |

## 交通
- Osaka Metro堺筋線「扇町駅」より徒歩で約3分。
- JR「天満駅」より徒歩で約7分。